# Don Guidice
Donald K. Guidice, detto Don (Los Angeles, 14 ottobre 1932 – Newport Beach, 11 marzo 2010), è stato un montatore statunitense, candidato ai Premi Oscar nella categoria "miglior montaggio" insieme a Fredric Steinkamp per il film I tre giorni del condor.

## Filmografia parziale
- Bionde, rosse, brune... (1963) (non accreditato)
- La più grande storia mai raccontata (1965) (assistente al montaggio)
- Non si uccidono così anche i cavalli? (1969) (assistente al montaggio)
- È ricca, la sposo e l'ammazzo (1971) (con Fredric Steinkamp)
- Corvo rosso non avrai il mio scalpo! (1972) (assistente al montaggio)
- Yakuza (1974)
- I tre giorni del condor (1975)
- Balordi & Co. - Società per losche azioni capitale interamente rubato $ 1.000.000 (1976)
- Tilt (1979)
- Una rockstar in cerca d'amore (1984) (assistente al montaggio)
- Scuola di polizia 2 - Prima missione (1985) (montaggio addizionale)